# Сидящая обнажённая
«Сидящая обнажённая» (итал. Nudo seduto) — картина итальянского художника Амедео Модильяни.

## Описание
Модильяни написал в период с 1917 по 1919 серию полотен в жанре ню. Это полотно, написанное в 1916 году, является ярким примером интереса Модильяни к теме обнажённого женского тела. В стиле полотна, с одной стороны, можно обнаружить черты типичные для его поздних полотен, но также и характерные отличия. Женщина изображена в очень мягкой манере, её кожа светла и создаёт впечатление юности и красоты, а волосы прорисованы необычно тщательно для Модильяни, глубокие борозды, оставленные на полотне черенком кисти художника, служат для изображения прядей. Живое лицо женщины существенно отличается от поздних полотен Модильяни, где женщины изображены с пустыми глазами. Её глаза закрыты, а подбородок покоится на плече. Только с трудом можно предположить, что в такой неудобной позе можно уснуть. Положение создаёт сильное внутреннее напряжение, с большим сексуальным зарядом, женщина опирается обеими руками на неудобную кровать, — положение, при котором её бедра автоматически выдаются вперёд. Её тело изображено только до бёдер, и все внимание приковано к груди и треугольнику лона — один из приёмов, который Модильяни часто использовал в своих работах. Очень мягкое и чувственное полотно без присущей поздним работам художника сексуальной провокации.

## Беатрис Гастингс
Хотя лицо женщины и стилизовано, в нём можно обнаружить черты Беатрис Гастингс. Её удлинённое лицо напоминает африканскую маску, которые так завораживали художника.